# Consistoriegebed
Het consistoriegebed is een gebed dat een ouderling uitspreekt in de consistoriekamer voorafgaand aan de kerkdienst. Het consistoriegebed is vooral in gebruik binnen het protestantisme.
Het consistoriegebed wordt uitgesproken door een ouderling, dat wil duidelijk maken dat de voorganger geen solist is, maar dat men door het geheel van de kerkenraad en de gemeente gedragen mag weten. Daarnaast drukt het voorgaan van de ouderling de verantwoordelijkheid van de kerkenraad voor de dienst uit. Die verantwoordelijkheid wat na het binnengaan in de kerkzaal nog eens onderstreept door een handdruk, die de voorganger aan het begin en het einde van de dienst ontvangt. In het consistoriegebed mag men bidden voor allen die een taak hebben in de dienst, zoals de musici, organist, koster en leiders van de kindernevendienst of bijbelklas. Het is niet de bedoeling dat de ouderling bidt voor zaken die op de kansel gebeden moeten worden mét de gemeente, zoals de zieken en de collectedoelen. Het moet daarom een kort gebed zijn.

## Ontstaan
Volgens de christelijke gereformeerde predikant Dingeman Quant liggen de wortels van het consistoriegebed in de tijd van de Reformatie, speciaal in de vluchtelingengemeenten uit die tijd. Het gebruik ontstond omdat het in die tijd geen uitzondering was dat kerkdiensten verstoord werden door politie of vertegenwoordigers van de kerk die men verlaten had. Hierdoor had men de behoefte om voor de dienst te bidden om een goed verloop. Dominee Klaas de Gier, die gespecialiseerd was in het gereformeerd kerkrecht, is echter van mening dat het consistoriegebed niet afkomstig is uit de Reformatie, maar uit de tijd van de Afscheiding. Voor de negentiende eeuw is het consistoriegebed volgens hem geen gewoonte geweest binnen het protestantisme.

## Voorbeeld
Voorbeeld uit de Schotse liturgie:
Hemelse Vader,
ga met ons mee in Uw huis.
Laat Uw Geest ons geleiden.
Neig de harten tot de verwachting van Uw Rijk,
in onze gemeente en in heel Uw kerk.
Zegen ons bij de lezing en verkondiging van Uw Woord.
Bevrijd ons van gebondenheid
en vrees voor mensen
en van alle toegeeflijkheid aan het kwaad.
Wees onze Gids, ons Licht, onze Sterkte,
opdat Uw Koninkrijk kome,
door Jezus Christus, onze Heere.
Amen